# Ньюїнгтон-Форест (Вірджинія)
Ньюїнгтон-Форест (англ. Newington Forest) — переписна місцевість (CDP) в США, в окрузі Ферфакс штату Вірджинія. Населення — 12 957 осіб (2020).

## Географія
Ньюїнгтон-Форест розташований за координатами 38°44′17″ пн. ш. 77°14′7″ зх. д. / 38.73806° пн. ш. 77.23528° зх. д. (38.738009, -77.235219).  За даними Бюро перепису населення США в 2010 році переписна місцевість мала площу 8,70 км², з яких 8,58 км² — суходіл та 0,12 км² — водойми.

## Демографія
Згідно з переписом 2010 року, у переписній місцевості мешкали 12 442 особи в 4247 домогосподарствах у складі 3374 родин. Густота населення становила 1430 осіб/км².  Було 4338 помешкань (499/км²).
Расовий склад населення:
| - 64,4 % — білих - 14,6 % — азіатів - 11,2 % — чорних або афроамериканців - 0,4 % — корінних американців - 0,1 % — вихідців з тихоокеанських островів - 3,8 % — осіб інших рас |

До двох чи більше рас належало 5,4 %. Частка іспаномовних становила 13,3 % від усіх жителів.
За віковим діапазоном населення розподілялося таким чином: 26,6 % — особи молодші 18 років, 67,8 % — особи у віці 18—64 років, 5,6 % — особи у віці 65 років та старші. Медіана віку мешканця становила 37,2 року. На 100 осіб жіночої статі у переписній місцевості припадало 99,1 чоловіків;  на 100 жінок у віці від 18 років та старших — 94,7 чоловіків також старших 18 років.
Середній дохід на одне домашнє господарство  становив 137 583 долари США (медіана — 119 000), а середній дохід на одну сім'ю — 148 151 долар (медіана — 131 142). Медіана доходів становила 87 317 доларів для чоловіків та 59 598 доларів для жінок. За межею бідності перебувало 2,5 % осіб, у тому числі 4,5 % дітей у віці до 18 років та 1,6 % осіб у віці 65 років та старших.
Цивільне працевлаштоване населення становило 7080 осіб. Основні галузі зайнятості: науковці, спеціалісти, менеджери — 22,5 %, освіта, охорона здоров'я та соціальна допомога — 18,5 %, публічна адміністрація — 17,6 %.